# 岩手県道270号西根佐倉河線
岩手県道270号西根佐倉河線（いわてけんどう270ごう にしねさくらかわせん）は、岩手県胆沢郡金ケ崎町と奥州市を結ぶ一般県道である。

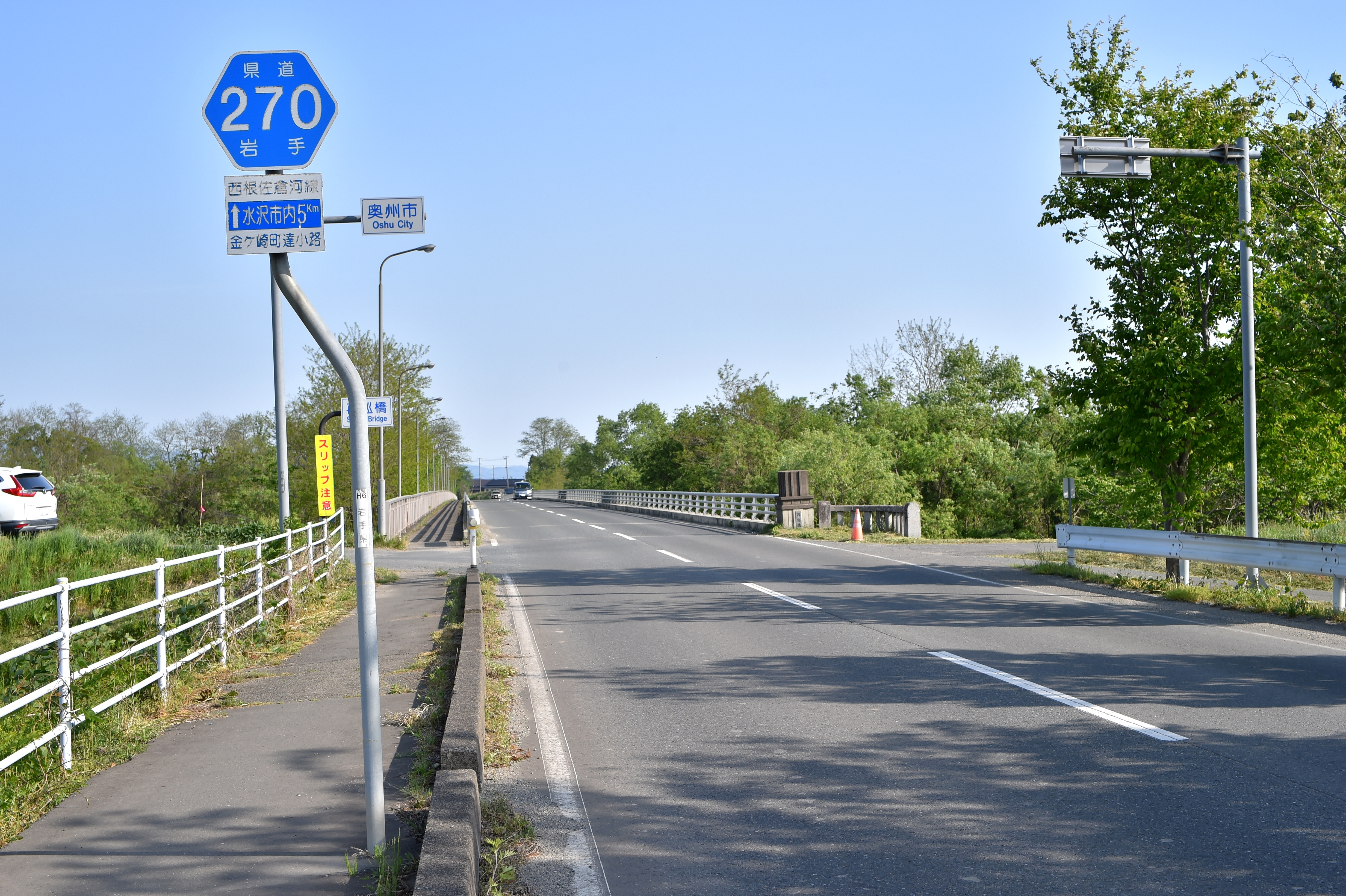
岩手県道270号西根佐倉河線
金ケ崎町西根（2024年5月）

## 概要
全線が国道4号金ケ崎バイパスの供用時に旧道となった区間で、起点および終点ともに国道4号に接続する。全区間がJR東北本線の東側を平行し、終点で国道4号現道に直進する。

### 路線データ
- 実延長：4,958.9 m[1]
- 起点：胆沢郡金ケ崎町大字西根[1]（国道4号金ケ崎バイパス交点）
- 終点：奥州市水沢佐倉河[1]（白井坂交差点、国道4号現道・水沢東バイパス交点）

## 歴史
- 1981年（昭和56年）8月18日 - 一般県道に認定される。[1]

## 路線状況

### 重複区間
- 岩手県道137号金ケ崎停車場線（胆沢郡金ケ崎町西根矢来 - 金ケ崎町西根本町）
- 岩手県道108号江刺金ケ崎線（胆沢郡金ケ崎町西根本町 地内）

## 地理

### 交差する道路
- 国道4号金ケ崎バイパス（胆沢郡金ケ崎町大字西根・起点）
- 岩手県道137号金ケ崎停車場線（胆沢郡金ケ崎町西根矢来・矢来交差点）
- 岩手県道108号江刺金ケ崎線（胆沢郡金ケ崎町西根本町）
- 国道4号 現道・金ケ崎バイパス・水沢東バイパス（奥州市水沢佐倉河・白井坂交差点）

## 沿線の施設など
- JR 東北本線 金ケ崎駅（県道137号経由）
- 岩手銀行金ケ崎支店
- 胆沢川
- 薬師堂温泉